# Ramón Trigo
Ramón Trigo es una localidad uruguaya del departamento de Cerro Largo, y es sede del municipio homónimo.

## Situación geográfica
La localidad se encuentra situada en la zona noroeste del departamento de Cerro Largo, sobre la cuchilla San Ramón, entre los arroyos del Sauce y Fraile Muerto, y próximo a la ruta 26 en su km 388. Dista 45 km de Melo y 155 km de Tacuarembó.

## Población
De acuerdo al censo de 2011 la población de la localidad era de 150 habitantes.
| 113           | 42 | 42 | 151 | 171 | 150 |
| (Fuente: INE) |    |    |     |     |     |

## Economía
La localidad se encuentra inmersa en una zona ganadera por excelencia, sus habitantes suelen trabajar en las estancias allí existentes.